# Matti Viherjuuri
Matti Mauritsi Viherjuuri, född 19 maj 1912 i Helsingfors, död där 8 mars 1987, var en finländsk reklamare.
Viherjuuri blev filosofie magister 1934. Han grundade 1955 reklambolaget Markkinointi Viherjuuri Oy och var dess verkställande direktör fram till 1972, då han blev styrelseordförande. Han utgav bland annat memoarverket Sitä se on (1973) och skrev om reklam och gastronomi. År 1973 förlänades han kammarråds titel.